# 神户美有纪
神户美有纪（1984年5月7日—2008年6月18日），是已故日本艺人。

## 星途
- 1999年、在東京電視台的選秀節目《夢想應援隊》中被選中，之後在同一節目的偶像組合「夢女孩☆少女」中與岡部玲子（日语：岡部玲子）等人一同亮相。同年，在音樂劇《美少女戰士》的選拔中，從500人之中脫穎而出，當選為主角月野兔／第三代水手服月亮。

- 2005年，擔綱《假面騎士響鬼》的女主角之一——立花日菜佳。

- 2007年，原定演出音樂劇《悲慘世界》中的艾潘妮一角，但因身體狀況欠佳而退出，之後更多次入院治療；不幸地，於2008年6月18日4時8分因心衰竭逝世，得年僅24歲。[3] 她的喪禮在川崎市川崎區內的禮堂舉行，中川翔子等約60人前往悼弔[4]。其他如栗山繪美（日语：栗山絵美）、齊藤禮（日语：斉藤レイ）等演藝圈人士也在blog表達哀悼之意。

- 中國大陸的美少女戰士音樂劇愛好者，在2008年7月13日的「17173動漫Cosplay嘉年華」上，進行了悼念活動。

## 主要演出作品

### 電視劇
| 劇集名稱                                                            | 劇集類型 | 電視台 | 播放日期                    | 角色       |
| 燃燒吧！！蘿蔔控（第43集）                                          | 連續劇   | 朝日   | 1999年11月28日              | 橫川奈奈子 |
| D-girls偶像偵探探偵三姊妹物語（第11集）                             | 連續劇   | 東京   | 2001年                      |            |
| 八丁堀的七人（第4季第3集）                                          | 連續劇   | 朝日   | 2003年1月20日               | 阿弓       |
| 假面騎士響鬼                                                        | 連續劇   | 朝日   | 2005年1月30日-2006年1月22日 | 立花日菜佳 |
| 京都地檢女（第三季）                                                | 連續劇   | 朝日   | 2006年4月20日-6月22日       | 倉木民子   |
| 戀愛的收據 徹底結算無結局的戀情！                                   | 單元劇   | 富士   | 2001年                      | 神戶美有紀 |
| 私海〜為何少女會殺人？                                              | 單元劇   | 富士   | 2003年9月26日               |            |
| 週三神秘劇場9：女人、愛和秘密 信濃的哥倫布事件簿4：戶隱傳說殺人事件 | 單元劇   | 東京   | 2003年9月3日                | 野矢優子   |
| 週三神秘劇場9：女人、愛和秘密 信濃的哥倫布事件簿7：沒見過的鑰匙     | 單元劇   | 東京   | 2005年1月19日               | 西野弘美   |
| 週五戲劇場 淺見光彥系列第25輯：『箸墓幻想』                         | 單元劇   | 富士   | 2007年2月2日                | 長井明美   |
| 週六寬屏劇場 森村誠一・終電站系列第20輯：沙漠的咖啡店               | 單元劇   | 朝日   | 2006年10月28日              | 大川奈美   |

### 動畫
| 名稱                       | 播放日期       | 角色名字 |
| 真珠美人魚第34集：奧莉之日 | 2003年11月22日 | 奧莉     |

### 娛樂節目
| 節目名稱                     | 電視台 | 放映日期             | 備註             |
| 夢想之應援隊                 | 東京   | 1999年9月-2000年3月  |                  |
| Angel eyes的面積             | 東京   | 2000年4月-12月       | Hyper Go號中出演 |
| 小維小娜的Urinari            | 日本   | 2001年3月-2002年3月  |                  |
| LF+R Moring Young Live Japan |        | 2001年4月-2003年3月  | 音樂會           |
| 爆New                        | 東京   | 2001年10月-2002年9月 |                  |

### 電影
| 電影名稱                           | 公映日期      | 角色名稱         |
| 大逃殺2之鎮魂歌                    | 2003年7月5日  | 筧今日子         |
| 69 sixty nine                      | 2004年7月10日 | 配角             |
| 假面騎士響鬼與七人的戰鬼（劇場版） | 2005年9月3日  | 立花日菜佳／雛子 |

### 舞台劇
| 名稱                                                                                          | 公映日期                     | 角色                |
| 《美少女戰士》音樂劇之 新／變身・通往超級戰士之路 最後的德拉庫拉序曲                          | 2000年1月2日-1月17日         | 月野兔／SAILOR MOON |
| 《美少女戰士》音樂劇之 決戰／特蘭西瓦尼亞森林〜新登場！：守護小月亮的戰士們〜                 | 2000年8月7日-9月4日          | 月野兔／SAILOR MOON |
| 《美少女戰士》音樂劇之 決戰／特蘭西瓦尼亞森林〜最強的敵人 黑暗該隱之迷                        | 2001年1月2日-1月15日         | 月野兔／SAILOR MOON |
| 《美少女戰士》音樂劇之 決戰／特蘭西瓦尼亞森林〜最後的德拉庫拉最終章：超級行星死之巴魯卡的封印 | 2001年3月18日-4月8日         | 月野兔／SAILOR MOON |
| 蜘蛛之巢                                                                                      | 2001年11月30日-12月9日       | 比芭                |
| 檢查方的證人                                                                                  | 2002年9月20日-10月6、12-13日 | 古麗塔              |
| 啄木鳥 隨心所欲                                                                               | 2003年5月17-28、31日-6月1日  | 竹岡由紀子          |
| 音樂劇《森林有生命》                                                                          | 2004年8月21-29日             | 女王                |
| 戀愛旅店Love×Hotel                                                                            | 2005年10月6-16日             | 安子                |
| Team發炮・B・Zin （页面存档备份，存于）《真的假的》                                           | 2006年10月11-18、21-22日     | 甘奈                |

### 海報廣告
| 機構／組織名稱       | 年份                   | 身份／內容           |
| 消防厅               | 2000年秋季、2001年春季 | 預防火警宣傳運動大使 |
| 丸石協會             | 2001年                 | 形象大使             |
| 國民生活金融公庫     | 2001年                 | 形象大使             |
| 日本液化石油氣聯合會 | 2001年7月              |                      |
| 公共交通事業協會     | 2001年9月              |                      |

## 單曲專輯
| 專輯名稱                    | 發行日期       | 歌曲                               |
| 太陽的樂園～Promised Land～ | 2003年4月16日  | 動畫《真珠美人魚》第一季初期片頭曲 |
| Rainbow Notes♪              | 2003年10月16日 | 動畫《真珠美人魚》第一季後期片頭曲 |

## 出版品
| 名稱                     | 類別       | 發行日期       | 備註                             |
| I am Rainbow☆            | 寫真集     | 2000年7月25日  | 攝影者：根本好伸 ISBN 484702575X |
| Navi                     | 寫真集     | 2004年9月30日  | 攝影者：山岸伸 ISBN 4812418461   |
| 神戶美有紀數字藝術寫真集 | 數字寫真集 | 2001年12月     |                                  |
| 神戶美有紀Moon Letter    | DVD        | 2000年6月21日  |                                  |
| The Complete神戶美有紀   | DVD        | 2001年4月25日  |                                  |
| Metamorphose!            | DVD        | 2004年11月25日 |                                  |
| Amaretto〜危險的芬芳     | DVD        | 2006年5月20日  |                                  |